# Сюнь (река)
Сюнь (баш. Сөн, тат. Сөн) — река в России, протекает в Башкортостане и Татарстане, левый приток Белой.

## Описание
Длина реки 209 км, площадь водосборного бассейна 4500 км². Исток на севере Бугульминско-Белебеевской возвышенности в Шаранском районе Башкортостана, в лесах в 4 км к северо-востоку от села Енахметово. В верховьях течёт на юго-запад и плавно поворачивает на северо-запад, в средней и нижней части течёт на северо-восток. Устье на территории Илишевского района по левому берегу реки Белой в 2 км ниже села Новомедведево. Протекает также по территории Бакалинского района республики и Актанышского района Татарстана. В низовьях на большом протяжении по реке проходит граница между республиками.
Памятник природы регионального значения в Татарстане с 1978 г..
Населённые пункты
Крупнейшие сёла на реке (и в бассейне) — районные центры Бакалы и Шаран. Городских населённых пунктов в бассейне реки нет. Другие крупные сёла в бассейне (более 700 чел):
- в Башкортостане — Старокуручево, Старые Маты, Зириклы (Шаранск. р-н), Мустафино, Кадырово, Наратасты (на реке), Исаметово (Илишевск. р-н).
- в Татарстане — свх им. Кирова, Старое Сафарово, Старые Карамалы.

## Происхождение названия
По одной из версий, происходит от башкирского слова сөм — «глубокая; омут; река с котловинами, омутами». Выдвигались также версии о происхождении от этнонимов «суан, суван, субан» и «сюнну», от общеалтайского «шен» 'река'.

## Гидрология
Лесистость территории водосбора 22 %, распаханность 60 %. Питание реки преимущественно снеговое, 65 % годового стока приходится на весеннее половодье. Среднегодовой расход воды у устья — 14,8 м³/с, средний расход воды в межень у села Миннярово (ок. 30 км от устья) — 3,6 м³/с.
Притоки

(от устья, в скобках указана длина притоков в км)
- 25 км лв: Безяда (25)
- 32 км лв: Терпеля (25) (устье теряется в пойме)
- 42 км пр: Аушта (20)
- 57 км лв: Сикия (27)
- 70 км лв: Калмия (41)
- 78 км пр: Олоелга (12)
- 90 км лв: Урзя (17)
- 98 км лв: Шерашлинка (35)
- 100 км лв: Ушачь (34)
- 102 км пр: Маты (46)
- 109 км лв: Изяшка (26)
- 125 км лв: Кусембедь (13)
- 129 км лв: Сакатка (11)
- 132 км лв: Наратлы (11)
- 138 км пр: Меняды (15)
- 146 км лв: Ташчишма (11)
- 146 км пр: Тюльгаза (28)
- 162 км лв: Сармышъелга (11)
- 168 км лв: Сарсаз (13)
- 171 км лв: Уликъелга (10)
- 172 км лв: Челмал (14)
- 175 км пр: Шаран (33)
- 181 км пр: Шалтык (29)
- 184 км лв: Урдякелга (11)
- 189 км лв: Базгийка (10)

Пруды
Крупнейшие по объёму пруды в бассейне реки:

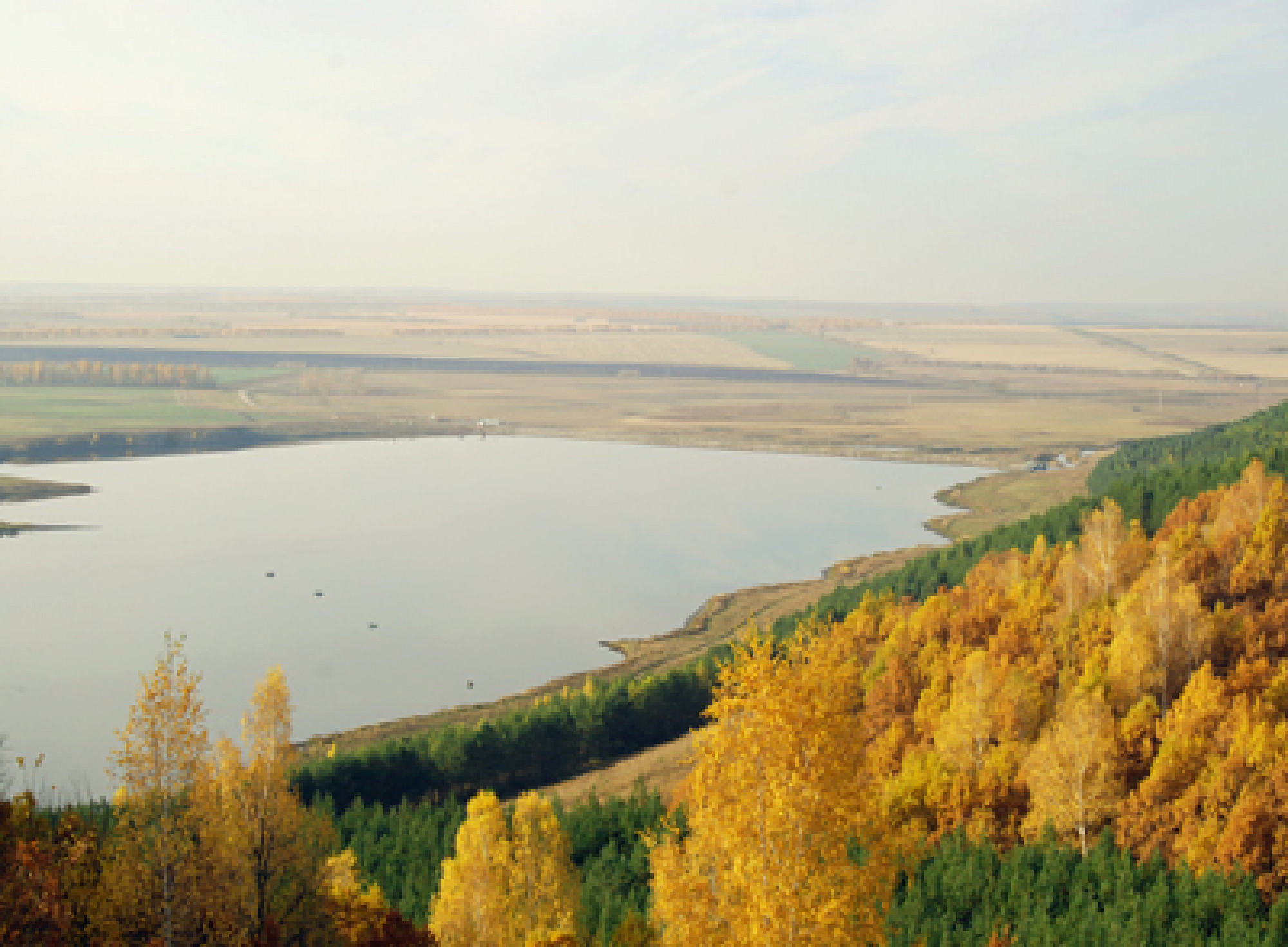
Шаранское водохранилище

- Шаранское водохранилище3,3-3,6 млн м³ — Килькабызовский пруд на р. Маты, Мелькеновский пруд на р. Ушачь, Шаранское водохранилище на р. Сюнь;
- 1,1-1,3 млн м³ — Урсаевский пруд на р. Ушачь, пруд в верховьях р. Шаран, Мустафинский пруд на р. Сакатка, Сактинский пруд на р. Тюльгаза, Бузюровский пруд на р. Изяшка, Дияшевский пруд на р. Кусембедь.

## Археология
- На мезолитической стоянке Сюнь 2 найден игловидный вкладышевый наконечник округлого сечения с двумя пазами, спорово-пыльцевым методом датируемый дриасом (финал плейстоцена)[11][12][13]. В Минняровском погребальном комплексе на левом берегу реки Сюнь с останками охотника были найдены костяной кинжал, скребок-проколка, фрагментом долота, наконечники стрел из узких и среднешироких пластин из серого слоистого кремня. Морфология наконечников Минняровского погребения имеет аналогии в Оленеостровском могильнике[14]
- От поселения у деревни Чиялек на берегу реки Сюнь происходит название чияликской культуры X—XIV веков[15]

## Данные водного реестра
По данным государственного водного реестра России относится к Камскому бассейновому округу, водохозяйственный участок реки — Белая от города Бирск и до устья, речной подбассейн реки — Белая. Речной бассейн реки — Кама.
Код водного объекта в государственном водном реестре — 10010201612111100026466.